# دادسول، کبک
دادسول (به فرانسوی: Dudswell) شهری در منطقه شهری لواو-سن-فرانسوا ناحیه استری در استان کبک کانادا است. در سرشماری سال ۲۰۱۱ این شهر ۱٬۷۳۵ نفر جمعیت داشته‌است و مساحت آن ۲۱۴٫۷۶ کیلومتر مربع است.